# Mimika Luca
Mimika Luca (ur. 24 grudnia 1937 w Gjirokastrze, zm. 21 lutego 2023 w Tiranie) – albańska aktorka, tancerka i dramatopisarka.

## Życiorys
Dzieciństwo spędziła w sierocińcu. Karierę artystyczną rozpoczynała w 1951 od występów solowych na scenie stołecznego Teatru Opery i Baletu jako tancerka baletowa. W 1962 przeszła do zespołu Teatru Ludowego (alb. Teatri Popullor), gdzie występowała jako aktorka. Na scenie narodowej zagrała 30 ról. Od 1977 prowadziła zajęcia ze studentami na Wydziale Dramatu Instytutu Sztuk w Tiranie. 
Na dużym ekranie zadebiutowała w roku 1963, grając epizodyczną rolę w filmie Detyre e posaçme. Zagrała potem w 14 filmach fabularnych, w siedmiu z nich były to role główne.
Była autorką kilku dramatów, z których najczęściej wystawianym na scenach albańskich jest Drita (Światło), ukończony w 1968.
Była żoną reżysera Ndreka Lucy (1927-1993), z którym miała syna Gjergjego. Zmarła w Tiranie z powodu zaburzeń krążenia. 22 lutego 2023 została pochowana na cmentarzu Sharre.

## Role filmowe
- 1972: Detyre e posaçme
- 1972: Kryengritje ne pallat jako matka
- 1977: Nje udhetim i veshtire jako żona Mitiego
- 1978: Kur hidheshin themelet jako Laja
- 1978: Yjet mbi Drin jako Drita
- 1979: Ne shtepine tone jako Flora
- 1981: Shoku yne Tili jako nauczycielka Violeta
- 1984: Shi në Plazh jako matka Arbera
- 1984: Zambaket te bardhe jako sekretarz partii Drita
- 1984: Taulanti kerkon nje moter jako nauczycielka
- 1984: Nxhenesit e klases sime jako dyrektorka
- 1986: Rrethimi i vogel jako sprzątaczka Shega
- 1986: Të shoh në sy jako matka Gjergjego
- 1987: Botë e padukshme jako Leni
- 1987: Perralle nga e kaluara jako matka Marigo
- 1988: Treni niset me 7 pa pese jako matka Etlevy
- 1991: Prindёr tё vegjёl jako babka
- 1996: Viktimat e Tivarit